# 三野哲治
三野 哲治(みの てつじ、1945年9月7日 - ）は、日本の経営者。住友ゴム工業社長を務めた。兵庫県出身。

## 経歴
1969年に京都大学法学部を卒業し、同年に住友電気工業に入社。1999年6月に取締役に就任し、2001年6月には常務に就任。2003年3月に住友ゴム工業専務に就任し、2004年3月に副社長を経て、2005年3月には社長に昇格。2011年3月に会長に就任。